# Мронге
Мронге (Mronge) — офшорне газове родовище в Індійському океані біля узбережжя Танзанії у блоці 2, правами на розробку якого володіє консорціум у складі норвезької Statoil (65 %, оператор) та ExxonMobil (35 %). Належить до газоносного басейну Мафія (отримав назву за островом Мафія з архіпелагу Занзібар).

## Опис
Родовище виявили наприкінці 2013 року внаслідок спорудження буровим судном Discoverer Americas свердловини Mronge-1, закладеної у 20 км на північ від родовища Зафарані. Вона розташовувалась в районі з глибиною моря 2500 метрів, мала довжину 6110 метрів та пройшла через два газонасичені інтервали, основний з яких знаходиться у відкладеннях кампанського ярусу (крейдовий період).
Мронге, так само як і родовища Giligiliani та Мдаласіні, не заплановано залучати на першому етапі розробки блоку 2. Це пояснюється їх розташуванням в районах зі складним рельєфом дна — від узбережжя Танзанії тягнуться численні підводні каньйони завглибшки до 200—300 метрів з нестабільними схилами.
За результатами буріння Mronge-1 геологічні ресурси родовища оцінювались від 56 до 85 млрд м3 газу.